# بني قطران (ذمار)
بني قطران هي إحدى قرى الجمهورية اليمنية. تتبع جغرافيا لمحافظة ذمار وإداريًا لمديرية الحداء. يبلغ تعداد سكانها 1267 نسمة حسب الإحصاء الذي أجري عام 2004.